# 横尾昭信
横尾 昭信（よこお あきのぶ、1948年4月24日 - ）は、日本の実業家。アイ・ティー・エックス代表取締役社長や、JALUX代表取締役社長を務めた。

## 人物・経歴
佐賀県生まれ。兵庫県出身。1973年神戸大学経済学部経済学科卒業、日商岩井（現双日）入社。東京薄板部薄板第二課長、東京薄板部副部長、経営企画部副部長、メディア事業部副部長等を経て、2000年に情報産業本部がアイ・ティー・エックスとして独立すると同社取締役に就任。2002年からアイ・ティー・エックス代表取締役社長を務め投資先の育成などにあたった。2005年オリンパス執行役員。2009年JALUX取締役常務執行役員。2010年からJALUX代表取締役社長CEOを務めた。